# Buco di Viso
Der Buco di Viso (fr. Le Pertuis du Viso) ist ein Frankreich und Italien verbindender, circa 75 m langer  Tunnel in den Cottischen Alpen, der zwischen 1479 und 1480 erbaut wurde. Er gilt damit als der älteste Verkehrstunnel der Alpen.
Er ist nach dem etwas südlich gelegenen Monte Viso (3841 m) benannt, dem beherrschenden Berg der Region, und verläuft in einer Höhe von 2882 m unter dem Colle delle Traversette (2950 m).
Den etwa drei Meter breiten und zwei Meter hohen Tunnel hatte Markgraf Ludwig II. von Saluzzo durchbrechen lassen, um den Handel auf der Via del Sale zwischen der Provence und der Po-Ebene zu erleichtern.
Dieser Tunnel ist auch heute noch für Wanderer begehbar, etwa auf dem „Blauen Weg“ der Via Alpina oder auf der Route Giro del Monviso, die in zwei Tagen um die markante Felspyramide herumführt.

## Bildgalerie

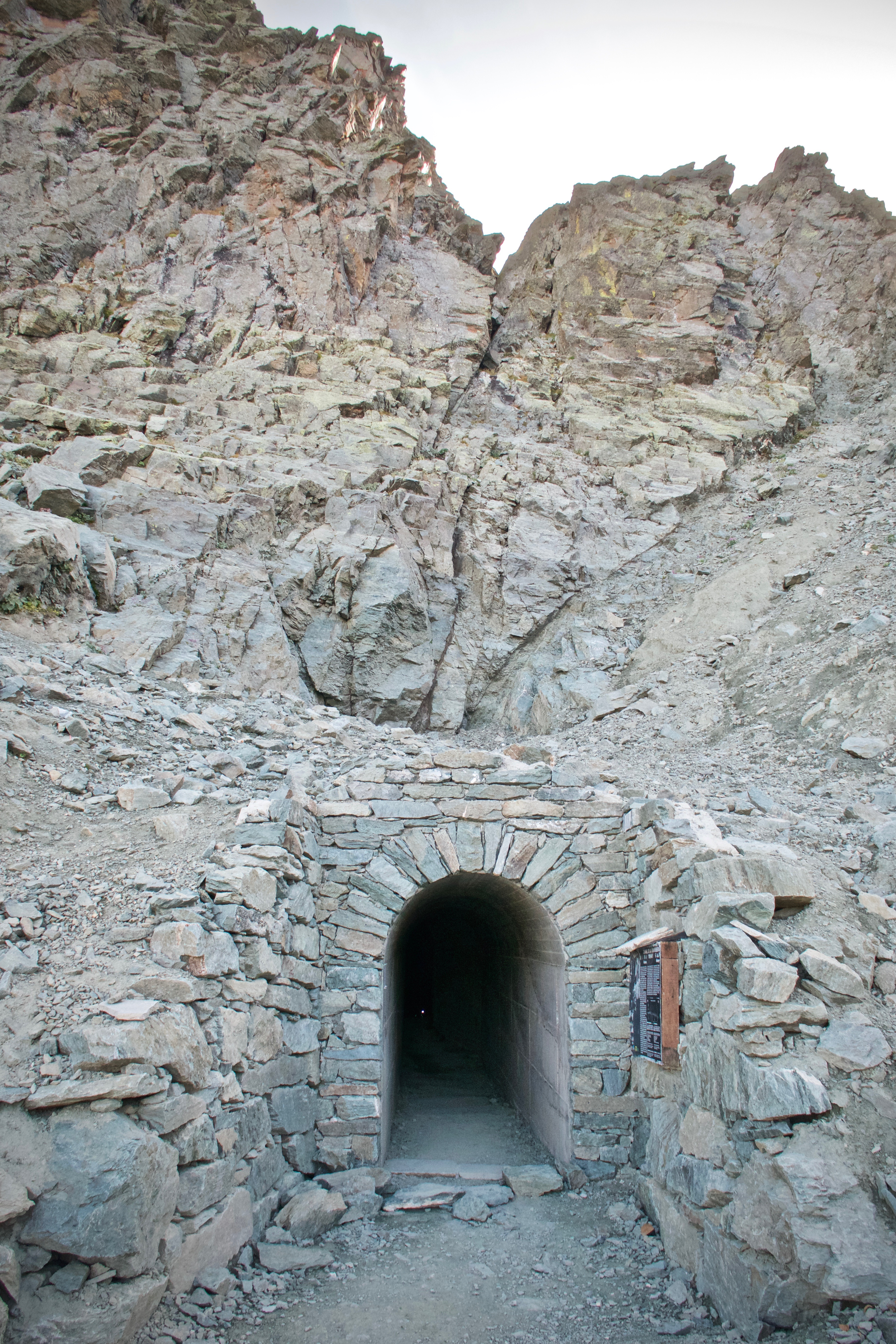
Eingang französische Seite
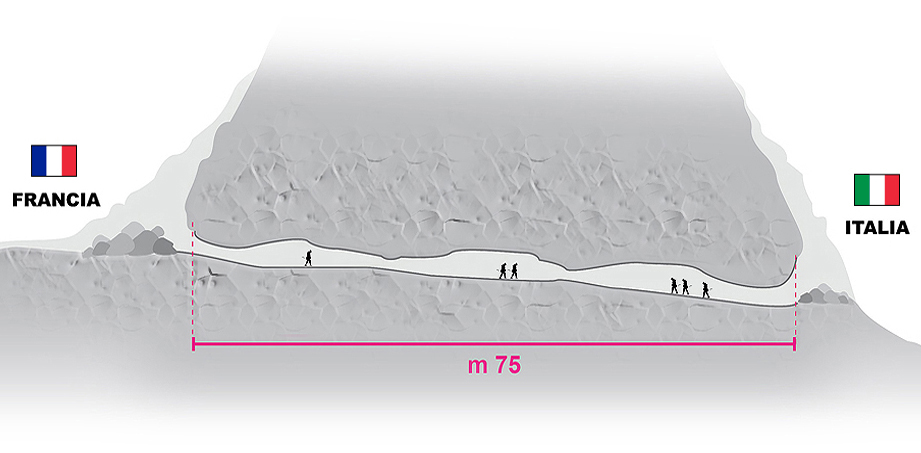
Seitenansicht
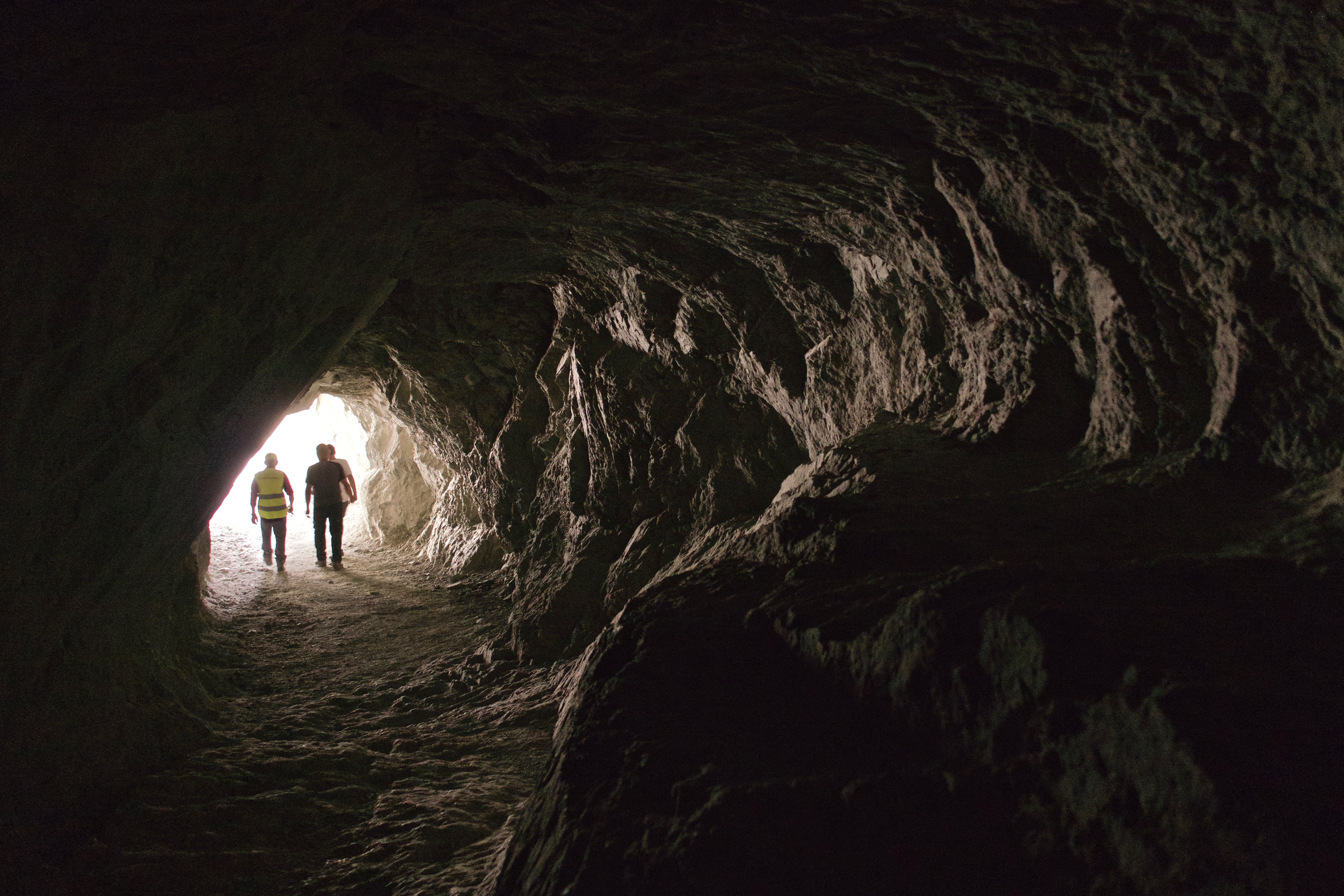
Innenansicht Richtung Italien
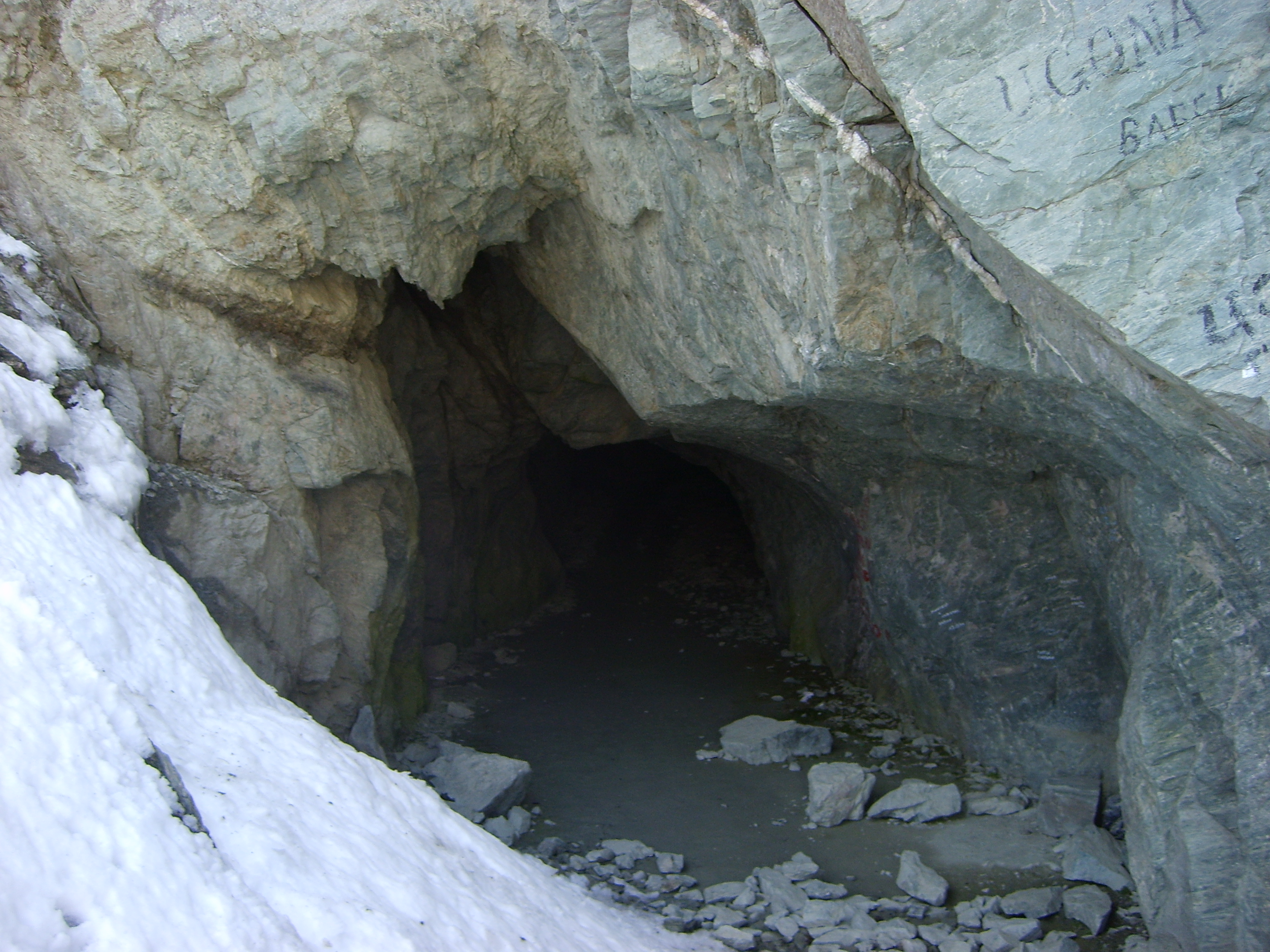
Der Eingang auf der italienischen Seite